# 阿拉斯加大学系统
阿拉斯加大学系统（英語：University of Alaska System），位于美国阿拉斯加州，成立于1917年，旗舰校区是阿拉斯加大学费尔班克斯分校。
阿拉斯加大学系统包含以下3个主要大学：
- 阿拉斯加大学费尔班克斯分校（University of Alaska Fairbanks），最早成立、旗舰校区（该校在阿留申群岛等地也有分校）。
- 阿拉斯加大学安克雷奇分校（University of Alaska Anchorage），为三所中规模最大的校园。
- 阿拉斯加大学东南分校（University of Alaska Southeast），位于朱诺市。

三所院校学生总数达33,000人。